# Liaw Yock Fang
Liaw Yock Fang (chiń. 廖裕芳; pinyin Liào Yùfāng, ur. 14 września 1936 w Singapurze, zm. 23 kwietnia 2016 tamże)  – singapurski uczony, specjalista w dziedzinie języka i literatury malajskiej.

## Życiorys
Absolwent Uniwersytetu Indonezyjskiego (licencjat 1963 r., magisterium 1965 r.). Edukację kontynuował na Uniwersytecie w Lejdzie, gdzie w 1976 r. uzyskał doktorat. Piastował stanowisko profesora na Narodowym Uniwersytecie Singapurskim. Autor ponad 20 książek oraz setek prac, artykułów i innego rodzaju tekstów w dziedzinie malaistyki i indonezystyki.

## Wybrana twórczość
- Kesusasteraan Nanyang (1959–1960)
- Sejarah Kesusastraan Melayu Klasik (1975)
- Standard Malay Made Simple (1988)
- Standard Indonesian Made Simple (1989)
- Speak Standard Indonesian (współautorstwo, 1990)
- Speak Standard Malay: A Beginner's Guide. (1992)
- Nahu Melayu Moden (współautorstwo, 1994)[3]
- Indonesian in 3 Weeks (2003)
- Malay for daily use (2006)